# Lakeside (Montana)
Lakeside – jednostka osadnicza w Stanach Zjednoczonych, w stanie Montana, w hrabstwie Flathead.